# 13130 Dylanthomas
13130 Dylanthomas este un asteroid din centura principală de asteroizi.

## Descriere
13130 Dylanthomas este un asteroid din centura principală de asteroizi. A fost descoperit pe 12 august 1994 la Observatorul La Silla de Eric Walter Elst. Asteroidul prezintă o orbită caracterizată de o semiaxă mare de 2,45 ua, o excentricitate de 0,17 și o înclinație de 7,8° în raport cu ecliptica.